# Harry Reid International Airport
Harry Reid International Airport, tidigare McCarran International Airport, är den internationella flygplatsen i Paradise, Nevada i USA, cirka åtta kilometer från centrala Las Vegas. 

## Beskrivning
Flygplatsen täcker ett område på cirka 1 100 hektar med sina fyra landningsbanor och två terminaler. Flygplatsen är uppkallad efter den framlidne amerikanske senatorn Harry Reid sedan den 14 december 2021. Den hette McCarran mellan 1941 och 2021 som en hyllning till en annan senator, Pat McCarran. Flygplatsen var 2013 rankad som den 24:e mest trafikerade flygplatsen i världen.